# 延髄
延髄（えんずい、羅: 英: medulla oblongata）は、脳の一部であり、中脳や橋と共に脳幹を構成する。脳幹のうちもっとも尾側の部分であって、吻側に橋、尾側に脊髄がある。後頭骨に開いた大後頭孔という穴を通る。背側には下髄帆を挟んで小脳がある。嘔吐、嚥下、唾液、呼吸および循環、消化の中枢を含み、生命維持に不可欠な機能を担っている。

## 解剖

延髄の位置を様々な角度から眺めた動画。赤色で示す領域が延髄。

延髄中部の横断面。舌下神経核や迷走神経背側核などを含む。

体表から見ると、延髄は後頭部と首の境目あたり、すなわち俗に盆の窪（ぼんのくぼ）と呼ばれる位置にある。この位置は、頭を挙げた普通の姿勢では頭蓋骨と頸椎に覆われているが、頭を落としてうつむくと、体表までの間に骨で覆われない部分ができる。その部分では延髄を守るものが軟部組織だけなので、外傷が延髄の損傷に結びつきやすい。
延髄は見た目上、脊髄の続きであって、脊髄と同様の構造を多く持ち、脊髄との間に明瞭な境界はない。腹側面正中の前正中裂は脊髄の前正中裂から続いているし、その左右の錐体は脊髄前索から続く部分の肥厚である。錐体は錐体路をなす運動線維が集まった部分である。錐体の尾側では、錐体を通っていた線維が前正中裂をまたいで対側の側索に流れ込む。このため、前正中裂は中断される。この部分を錐体交叉と呼ぶ。錐体交叉は錐体路をなす線維が対側に移る部分であり、これがあるために錐体路は対側支配である。ただし錐体路の一部は錐体交叉で交叉せず同側の前索を下る。錐体の外側には、前外側溝を境に、オリーブと呼ばれる隆起がある。オリーブは下オリーブ核による隆起である。錐体とオリーブの吻側は橋である。橋の前面には横橋線維と呼ばれる線維が横走しており、延髄とは明らかに区別される。
延髄の背側面正中にある後正中溝は脊髄の後正中中隔、橋の正中溝とつながっている。後正中溝のすぐ外側、すなわち脊髄後索の続きにあたる部分は内側の薄束結節と外側の楔状束結節に分かれて肥厚している。楔状束結節の外側縁をなす後外側溝は脊髄の後外側溝とつながっている。薄束結節は薄束核、楔状束結節は楔状束核による隆起だが、これらの核は同種の機能を担うので、まとめて後索核と呼ばれることがある。後索核の外側は延髄全体の外側面にあたる部分で、ここに明らかな隆起はないが三叉神経脊髄路核（三叉神経脊髄核）が入っている。薄束結節と楔状束結節の上端は下髄帆が起こる線（第四脳室ヒモ）であり、この線は正中やや尾側からV字型を描いて両側の下小脳脚に至る。このV字型の線は菱形窩の下半分を作っている。菱形窩の中には、薄束結節のすぐ上方に迷走神経三角、さらに上方に舌下神経三角、楔状束結節のすぐ上方に前庭神経野と呼ばれる隆起がある。迷走神経三角は迷走神経背側核と孤束核、舌下神経三角は舌下神経核、前庭神経野は前庭神経核による隆起である。それらの隆起のさらに上方で、第四脳室髄条と呼ばれる数本の糸のような隆起が菱形窩を横切って走り、脳幹の背面において延髄と橋をおおよそ分ける目安となる。

## 神経
延髄から出る脳神経は外転神経、顔面神経、内耳神経、舌咽神経、迷走神経、副神経、舌下神経である。橋前面と延髄前面の境目から出ているのが、内側から順に外転神経、顔面神経、内耳神経である。延髄外側面からは、上方で舌咽神経の、下方で副神経の細い根が無数に出ている。副神経の根よりもさらに下方からは副神経の根が出ていて、脊髄から出る根と合流して1本にまとまる。前外側溝からは舌下神経の根が出ている。舌下神経の根より下方からも、脊髄神経の根が出ている。
延髄の深い部分には疑核と網様体があるほか、後索核で中継された線維からなる内側毛帯が通っている。内側毛帯は橋を通過して間脳の視床に向かい、触覚などを伝える。

## 機能
- 錐体は随意運動の伝導路とされる錐体路の線維が通る部分である。詳しくは運動系の項、特に「錐体路」の段落を参照。
- オリーブの機能については小脳の項を参照。
- 後索核、内側毛帯の機能については知覚伝導路の項を参照。
- 網様体は呼吸と循環の中枢である。詳しくは網様体の項を参照。
- 脳神経およびそれらに関わる核の機能についてはそれぞれの脳神経の項を参照。